# Associazione Calcio Reggiana 1922-1923
Questa pagina raccoglie le informazioni riguardanti l'Associazione Calcio Reggiana nelle competizioni ufficiali della stagione 1922-1923.

## Stagione
Nel nuovo campionato di Seconda Divisione al quale sono ammesse diverse compagini della Prima e della Promozione, la Reggiana si presenta ambiziosa. È la vigilia del campionato del trionfo. I granata schierano Felice Romano all'attacco, Tarabusi in porta a sostituire Agazzani approdato alla Lazio, il neo acquisto Carano e i recuperati Bottazzi e Marchi e si piazzano a metà classifica.

## Divise
| Maglia granata e calzoncini bianchi. |

## Rosa
| N. |                   | Ruolo | Calciatore         |
| -- | ----------------- | ----- | ------------------ |
|    | Italia (bandiera) | D     | Egidio Anceschi    |
|    | Italia (bandiera) | A     | Bagnoli            |
|    | Italia (bandiera) | D     | Pio Boggio         |
|    | Italia (bandiera) | D     | Ottorino Bojardi   |
|    | Italia (bandiera) | C     | Enrico Bottazzi    |
|    | Italia (bandiera) | A     | Aldo Cagnoli       |
|    | Italia (bandiera) | C     | Vincenzo Carano    |
|    | Italia (bandiera) | D     | Umberto Cornetti   |
|    | Italia (bandiera) | A     | Sergio Corrado     |
|    | Italia (bandiera) | D     | Adolfo Della Santa |
|    | Italia (bandiera) | C     | Vivaldo Fornaciari |

| N. |                   | Ruolo | Calciatore          |
| -- | ----------------- | ----- | ------------------- |
|    | Italia (bandiera) | A     | Ernesto Guidetti    |
|    | Italia (bandiera) | A     | Alberto Ilari       |
|    | Italia (bandiera) | A     | Dante Levrini       |
|    | Italia (bandiera) | C     | Giuseppe Marchi     |
|    | Italia (bandiera) | C     | Felice Romano       |
|    | Italia (bandiera) | A     | Enrico Simonini     |
|    | Italia (bandiera) | P     | Arturo Tarabusi     |
|    | Italia (bandiera) | A     | Lamberto Terenziani |
|    | Italia (bandiera) | D     | Abdon Torelli       |
|    | Italia (bandiera) | D     | Carlo Vacondio      |

## Statistiche

### Statistiche di squadra
| Competizione                 | Punti | In casa | In casa | In casa | In casa | In casa | In casa | In trasferta | In trasferta | In trasferta | In trasferta | In trasferta | In trasferta | Totale | Totale | Totale | Totale | Totale | Totale | DR  |
| Competizione                 | Punti | G       | V       | N       | P       | Gf      | Gs      | G            | V            | N            | P            | Gf           | Gs           | G      | V      | N      | P      | Gf     | Gs     | DR  |
| ---------------------------- | ----- | ------- | ------- | ------- | ------- | ------- | ------- | ------------ | ------------ | ------------ | ------------ | ------------ | ------------ | ------ | ------ | ------ | ------ | ------ | ------ | --- |
| Seconda Divisione - girone F | 17    | 7       | 5       | 1       | 1       | 19      | 6       | 7            | 2            | 2            | 3            | 8            | 9            | 14     | 7      | 3      | 4      | 27     | 15     | +12 |

### Statistiche dei giocatori
| Giocatore      | Seconda Divisione | Seconda Divisione |
| Giocatore      | Presenze          | Reti              |
| -------------- | ----------------- | ----------------- |
| E. Anceschi    | 8                 | 0                 |
| Bagnoli        | 1                 | 0                 |
| P. Boggio      | 1                 | 0                 |
| O. Bojardi     | 5                 | 0                 |
| E. Bottazzi    | 10                | 1                 |
| A. Cagnoli     | 8                 | 6                 |
| V. Carano      | 4                 | 2                 |
| U. Cornetti    | 11                | 0                 |
| S. Corrado     | 4                 | 2                 |
| A. Della Santa | 1                 | 0                 |
| V. Fornaciari  | 5                 | 0                 |
| E. Guidetti    | 3                 | 0                 |
| A. Ilari       | 5                 | 0                 |
| D. Levrini     | 1                 | 0                 |
| G. Marchi      | 11                | 1                 |
| F. Romano      | 11                | 10                |
| E. Simonini    | 4                 | 0                 |
| A. Tarabusi    | 11                | -13               |
| L. Terenziani  | 6                 | 1                 |
| A. Torelli     | 4                 | 0                 |
| C. Vacondio    | 7                 | 0                 |